# Arthur Roessler

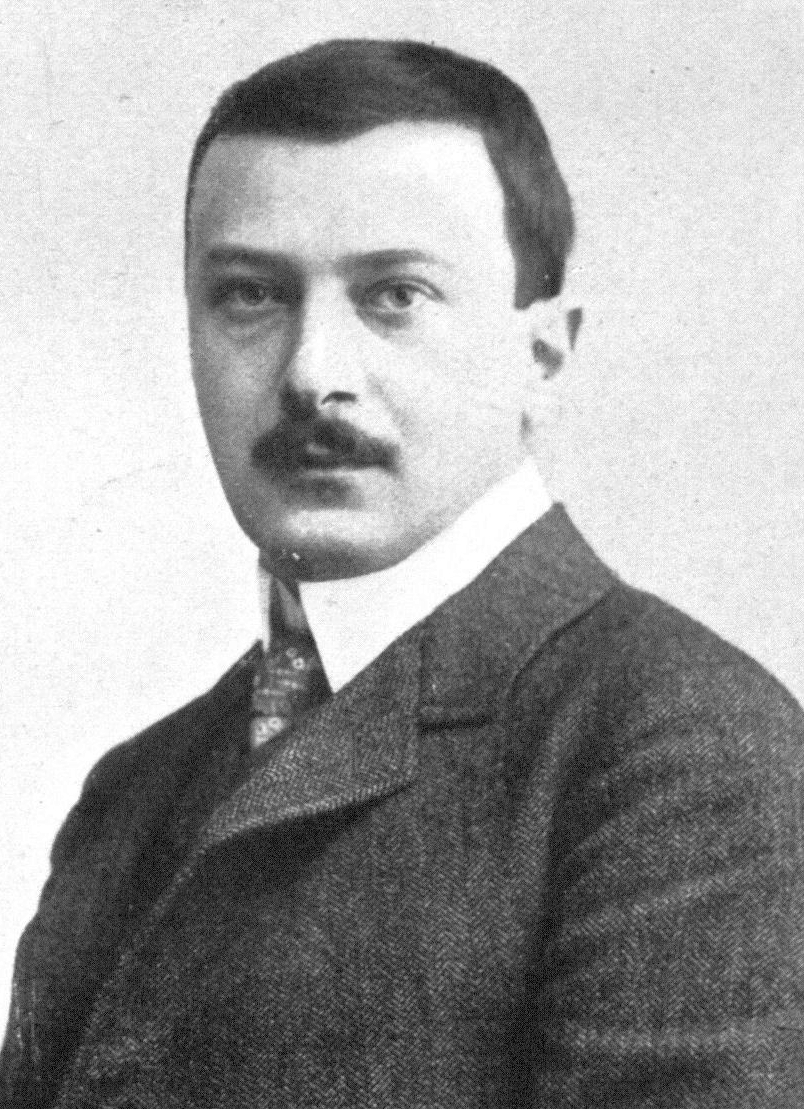
Arthur Roessler, um 1910

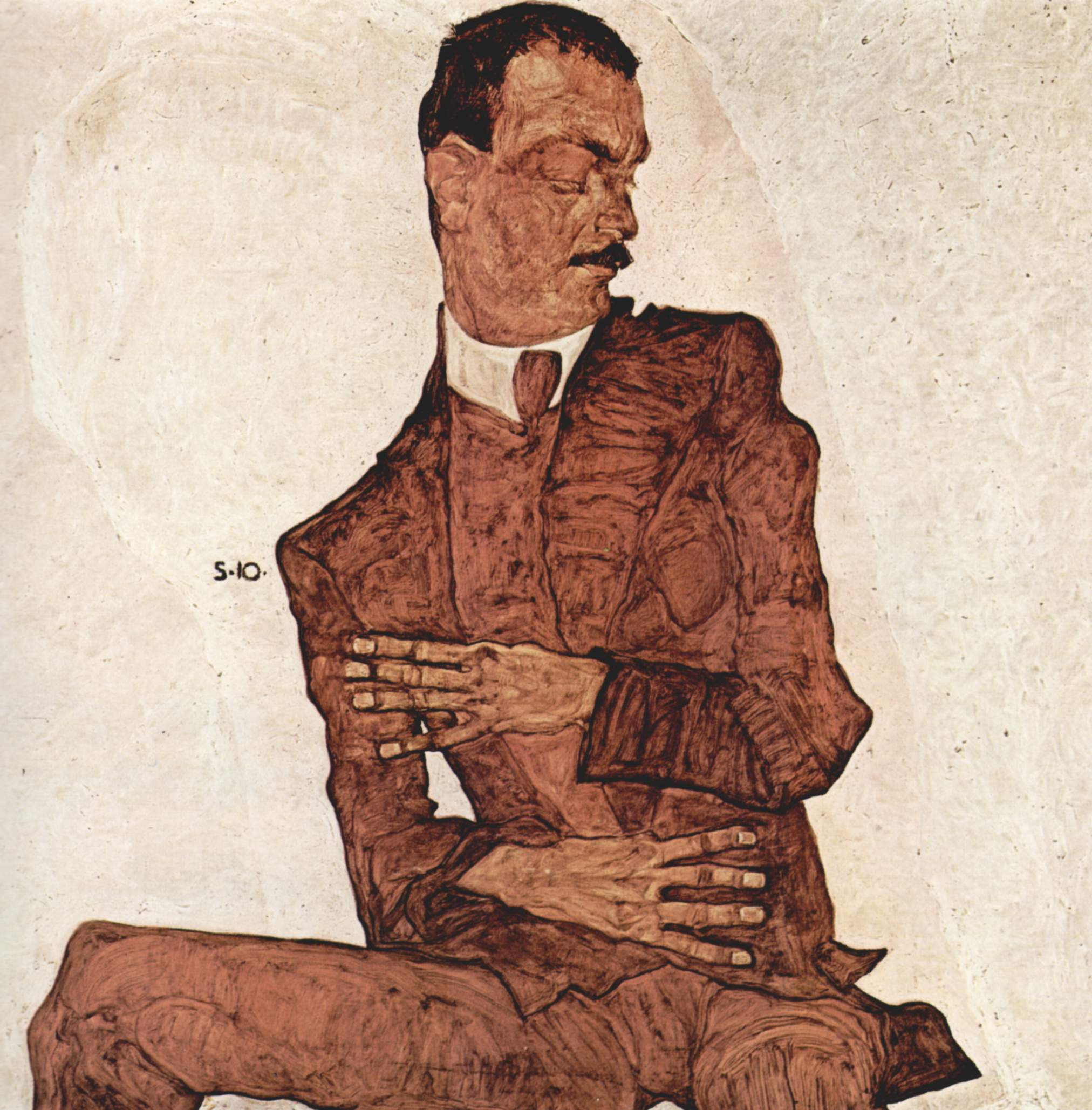
Egon Schiele – Porträt seines Förderers Arthur Roessler

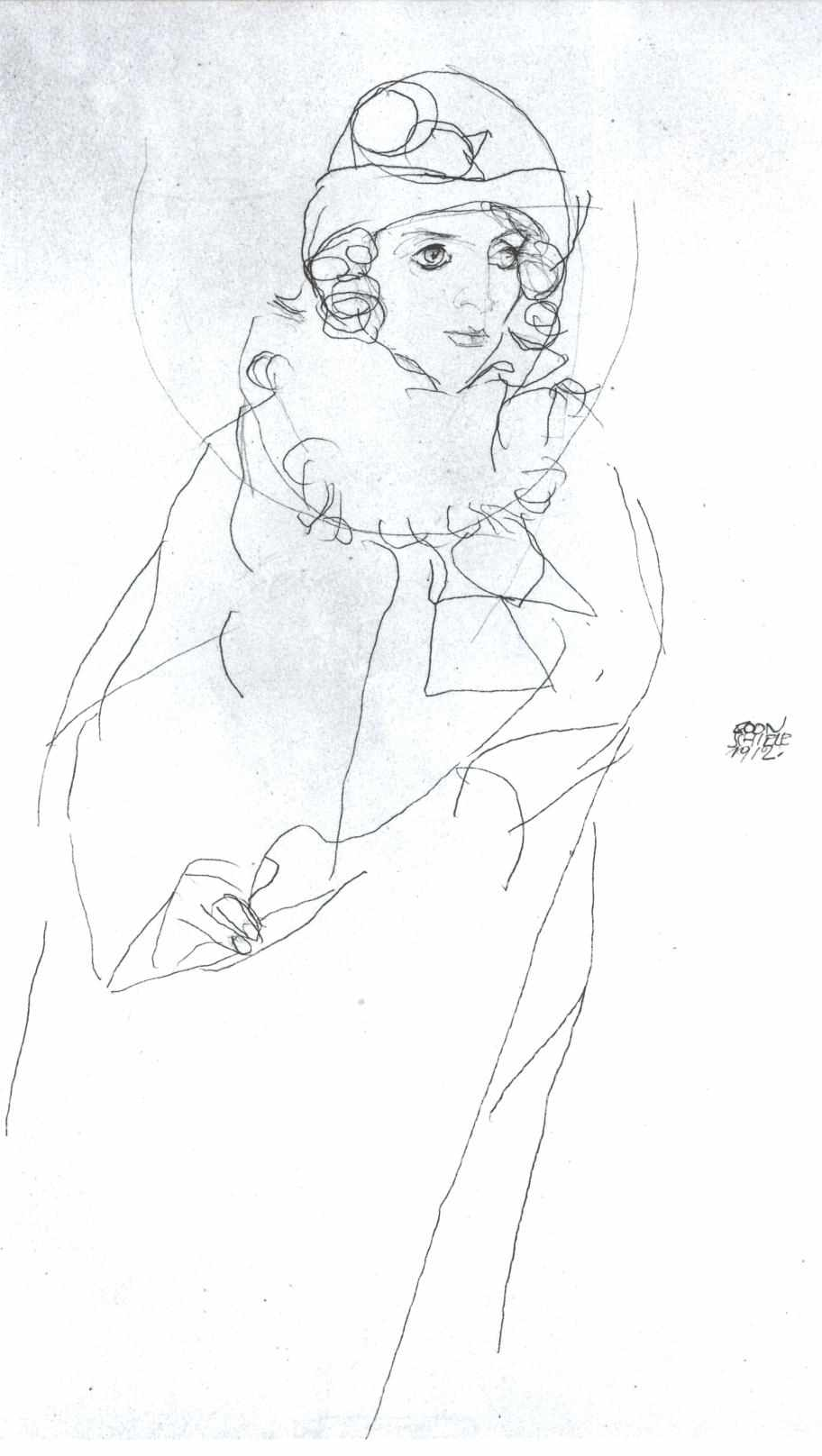
Ida Roessler (Schiele, 1912)

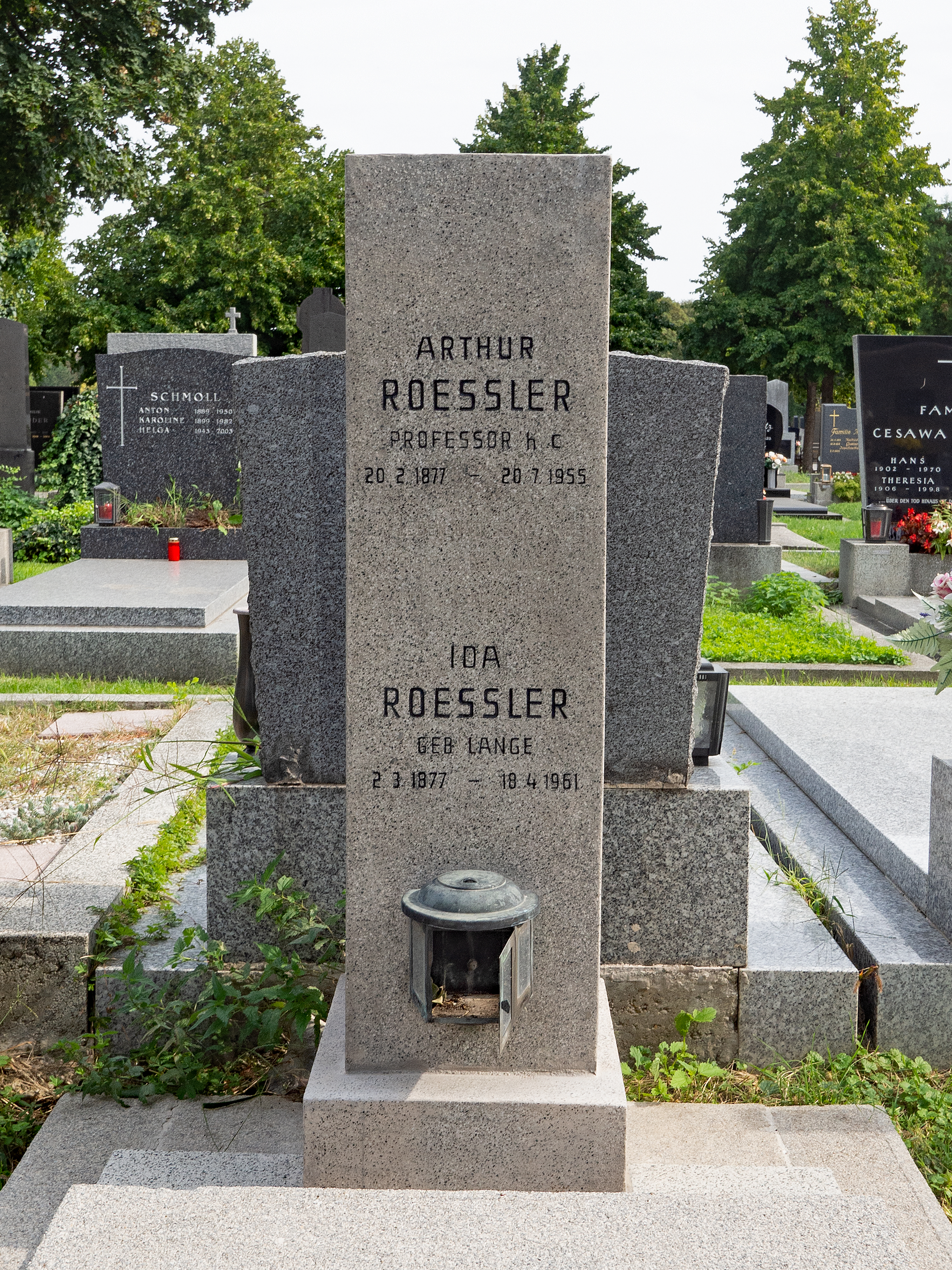
Grab von Arthur und Ida Roessler auf dem Wiener Zentralfriedhof

Arthur Roessler (* 20. Februar 1877 in Wien, Österreich-Ungarn; † 20. Juli 1955 ebenda) war ein österreichischer Kunstschriftsteller und Kunstkritiker.

## Leben
Arthur Roessler studiert an der Universität Wien Philosophie, Literatur und Kunstgeschichte bei Franz Wickhoff, wurde aber nicht promoviert. Danach bereiste er Deutschland, Frankreich, England und Italien. Er ließ sich in München nieder, wo er als Journalist für die Münchner Zeitung arbeitete. Erste Novellen und Essays, wie Die Stimmung der Gotik (1903), vereinen lyrische Empfindungskraft und sprachliche Geschliffenheit und verraten den glänzenden Stilisten, als der er später geschätzt wurde. Mit einem Buch über Adolf Hölzel und die Dachauer Künstlerkolonie (Künstlergruppe Neu-Dachau) wendete er sich 1905 der zeitgenössischen Malerei zu. Im gleichen Jahr zog er nach Wien, um – auf Vermittlung von Adolf Hölzel – für ein Jahr die Leitung der Galerie Miethke zu übernehmen. In der Folge veröffentlichte er einige Monographien österreichischer Maler des 19. Jahrhunderts, darunter Ferdinand Georg Waldmüller, Rudolf von Alt und Josef Danhauser. Als Redakteur arbeitete er für mehrere Kunstzeitschriften und als Kunstreferent auf Wunsch von Victor Adler für die sozialdemokratischen Arbeiter-Zeitung sowie für die Wiener Neusten Nachrichten. Dabei erkannte er mit sicherem Gefühl die Bedeutung junger Talente, für die er sich dann publizistisch und oft auch durch persönliche Unterstützung tatkräftig einsetzte. Vor allem entdeckte und förderte er Egon Schiele. Wenn auch das Verhältnis nicht immer ungetrübt war, so vermittelte Roessler seinem Schützling doch entscheidende Anregungen und Kontakte und sammelte selbst eifrig dessen Werke. Nach Schieles Tod gab er mehrere, allerdings recht subjektiv redigierte Erinnerungsbände heraus.
In der Zwischenkriegszeit setzte Roessler seine Tätigkeit als Publizist, Verleger, Ausstellungsorganisator und Funktionär in kulturellen Organisationen fort, so war er Vizepräsident der Wiener Werkstätten und Präsident des Österreichischen Werkbundes.
In der NS-Zeit hatte der nach den Nürnberger Gesetzen als „Mischling“ geltende Roessler mit Schwierigkeiten zu kämpfen. Unter anderem wurden mehrere hundert Briefe von Rudolf von Alt bei ihm beschlagnahmt. Sein schriftstellerisches Werk ist ein bedeutender Beitrag weniger zur Kunstgeschichte als zur Künstlergeschichte der österreichischen Moderne.
Roessler war verheiratet mit Ida Roessler, die Oscar Wildes Gespenst von Canterville übersetzte. Sie wurde außer von Schiele auch von Anton Faistauer, Ludwig Heinrich Jungnickel und Viktor Tischler porträtiert.
Sein ehrenhalber gewidmetes Grab befindet sich auf dem Wiener Zentralfriedhof (Gruppe 30C, Reihe 1, Nr. 11).

## Auszeichnungen
- Goldenes Ehrenzeichen der Universität Wien
- Silberne Albrecht-Dürer-Medaille
- Silberne Adalbert-Stifter-Medaille

## Werke
- Und es war eine glühende Nacht. 2. Auflage von Der Surm und andere Skizzen. Schupp, München 1899.
- Höchste heidnische Seligkeit. Schupp, München 1900.
- Die Stimmung der Gotik und andere Essays. Berlin 1903.
Stimmung der Gotik. Ein Zwiegespräch. Mit Originalholzschnitten von Otto R. Schatz. 3., überarb. u. abgeschlossene Ausgabe. Wiener Volksbuchverlag, Wien 1947.
- Neu-Dachau. Ludwig Dill, Adolf Hölzel, Arthur Langhammer. Velhagen & Klasing, Bielefeld/Leipzig 1905. 
Nachdruck: Verlagsanstalt Bayerland, Dachau 1982, ISBN 3-922394-10-8.
- Vom Dichter der toten Stadt und andere Essays. Rothbarth, Leipzig 1906.
- Ferdinand Georg Waldmüller. Bild- und Textband. Pisko, Wien 1907 und 1908.
- Ferdinand Georg Waldmüller. Karl Graeser, Wien 1908.
- Der Dialog vom Pierrot und andere Essays. Karl Graeser, Wien 1908.
- Rudolf von Alt. Karl Graeser, Wien 1909.
- Von Wien und seinen Gärten. Mit 16 photographischen Abbildungen von Bruno Reiffenstein. Karl Graeser, Wien o. J. (1909).
- Josef Danhauser. Rosenbaum, Wien 1911.
2., verb. Auflage. Gedenkausgabe zur 100. Wiederkehr des Todestages. Wiener Volksbuchverlag, Wien 1946.
- Dalmatien. 146 Originalaufnahmen von Bruno Reiffenstein. Text von Artur Rössler. Rosenbaum, Wien o. J. (1910).
- Fritz Hegenbart. Ein Bilderwerk. Rosenbaum, Wien o. J. (1916).
- Hans Brühlmann. Lányi, Wien 1918.
- Kritische Fragmente. Aufsätze über österreichische Neukünstler. Lányi, Wien 1918.
(Über Anton Faistauer, Johannes Fischer, Albert Paris Gütersloh, Felix Albrecht Harta, Oskar Kokoschka, Alfred Kubin, Egon Schiele, Ernst Wagner, Gustinus Ambrosi, Anton Hanak, Ivan Meštrović und Jan Štursa.)
- Ein Abend mit Gottfried Keller und Böcklin und anderes. Avalun, Wien 1919.
- August von Pettenkofen. Mit 26 Netztonätzungen nach Werken des Künstlers. Heidrich, Wien 1921.
- Walther von der Vogelweide. Ausgewählt und übertragen von Arthur Roessler. Mit Holzschnitten von Erwin Lang. Schrift von Jutta Schulhof. C. Konegen, Wien 1921.
- Das Egon Schiele Buch. Hrsg. von Fritz Krapfen. Mit einem Beitrag von Arthur Roessler und einem Leitspruch von Gustinus Ambrosi. Wiener graphische Werkstätte, Wien/Leipzig 1921.
- In Memoriam Egon Schiele. Mit Beiträgen von Otto Benesch. Lányi, Wien 1921.
- Briefe und Prosa von Egon Schiele. Lányi, Wien 1921.
- Egon Schiele. Im Gefängnis. Wien 1922.
- Speidel und Hevesi. 2 Bildnisminiaturen in einem Rahmen. (Die Wiedergabe: Reihe 2; Band 5). Mit zwei eingedruckten Bildbeigaben nach Holzschnitten von Otto Rudolf Schatz. Wila, Wien 1923.
- Erinnerungen an Egon Schiele. Marginalien zur Geschichte des Menschentums eines Künstlers. C. Konegen, Wien 1922.
2., vermehrte und mit Abbildungen versehene Auflage. Hrsg. Egon-Schiele-Archiv. Wiener Volksbuchverlag, Wien 1948.
- Briefe. Carl Schuch. Heidrich, Wien 1922.
- Schwarze Fahnen. Ein Künstlertotentanz. 63 Essays. C. Konegen, Wien 1922.
- Rudolf von Alt. Briefe. Heidrich, Wien/Leipzig 1922.
- Carl Rahl. Briefe. Heidrich, Wien 1922.
- Das graphische Werk Egon Schieles. Wien 1923.
- Der Maler Viktor Tischler. C. Konegen, Wien 1924.
- Der Malkasten. Künstler-Anekdoten. E. P. Tal, Leipzig/Wien 1924.
- In Memoriam Gustav Klimt. Hand-Pressendruck der Officina Vindobonensis, Wien 1926.
- Bildhauer Franz Zelezny. Eckart, Wien 1926.
- Maler Josef Stoitzner. Eckart, Wien 1927.
- Meister Richard Teschner. Literarische Adalbert-Stifter-Gesellschaft, Eger 1929.
- Der Maler Hans Böhler. Amalthea, Wien 1929.
- Johannes Hepperger. Ein deutscher Maler aus Tirol. Eckart, Wien 1931.
- Franz Kaym, Alfons Hetmanek, Architekten, Z. V. Einführender Dialog von Arthur Roessler. Elbemühl, Wien 1931.
- Der Maler Bruno Beran. Eine Studie. Lányi, Wien 1932.
- Der unbekannte Stifter. Rohrer, Wien 1946.
- Der Maler Anton Faistauer. Beiträge zur Lebens- und Schaffensgeschichte eines österreichischen Künstlers. Wiener Volksbuchverlag, Wien 1947.
- Zur Kunst- und Kulturkrise der Gegenwart. Rohrer, Wien 1947.
- Richard Teschner. Gerlach & Wiedling, Wien 1947.

Übersetzungen und Bearbeitungen
- Paul Eudel: Fälscherkünste. Nach der autorisierten Bearbeitung von Bruno Bucher neu hrsg. u. ergänzt von Arthur Roessler. Leipzig 1909.
10., um sieben Kapitel vermehrte, Auflage. Agathon, Wien 1947.
Fotomechanischer Neudruck der Ausgabe von 1909: Böhlau, Köln/Wien 1978, ISBN 3-412-04877-1.
- John Constable 1776–1837. Eine Selbstbiographie aus Briefen, Tagebuchblättern, Aphorismen und Vorträgen. Im Englischen zusammengestellt von Charles Robert Leslie. Gemeinsam mit Emma Müller-Röder übersetzt und hrsg. von Arthur Roessler. Cassirer, Berlin 1911.
- Deutscher Minnesang. Ausgewählt und übertragen von Arthur Roessler. Mit Holzschnitten von Erwin Lang. Schrift von Jutta Schulhof. C. Konegen, Wien 1921.
- Joris Karl Huysmans: Matthias Grünewald. C. Konegen, Wien/Leipzig 1922.